# Nymphalidae
De Nymphalidae zijn een familie van vlinders in de superfamilie Papilionoidea. De familie omvat de schoenlappers, parelmoervlinders en zandoogjes (naamgeving volgens het Nederlands soortenregister). De Nederlandse naamgeving is een lappendeken van oude benamingen voor (onder)families. Deze familie omvat ongeveer 6000 soorten die, afhankelijk van de gehanteerde systematische indeling, in een verschillend aantal onderfamilies worden geplaatst. De indeling in onderfamilies, geslachtengroepen en geslachten in dit artikel volgt die van de Nymphalidae Systematics Group.

## Kenmerken
Nymphalidae zijn over het algemeen middelgrote vlinders met een opvallende vlucht: na elke vleugelslag een korte glijvlucht. Rupsen zijn meestal harig of hebben stekels en de poppen hebben vaak glimmende vlekken. De voorpoten van de vlinders zijn over het algemeen niet volledig ontwikkeld waardoor het lijkt of ze maar vier pootjes hebben. De voorpoten worden niet, zoals de andere poten, gebruikt om zich vast te houden aan bladeren, maar om de kop en antennes mee schoon te maken. De bovenzijde van de vleugels is vaak opvallend gekleurd, terwijl de onderzijde altijd een camouflagetekening heeft. Dikwijls zijn beide geslachten verschillend gekleurd. De vleugelspanwijdte varieert van 3 tot 15 cm.

## Leefwijze
Het voedsel van de volwassen vlinders bestaat uit vele soorten vloeistoffen. Ze worden aangetrokken door vruchten, mest, kadavers, urine en zelfs benzine.

## Voortplanting
De ronde eieren worden in groepjes op het loof van bomen, struiken en kruidachtige planten gelegd. De poppen vertonen dikwijls opvallende, wrattige bulten en hangen aan de punt van hun achterlijf van de waardplant omlaag.

## Verspreiding en leefgebied
Deze familie komt wereldwijd voor in bloemrijke hooilanden, lichte bossen, parken en tuinen.

## Onderfamilies

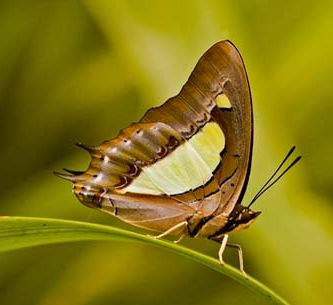
Polyura athamas (Charaxinae)

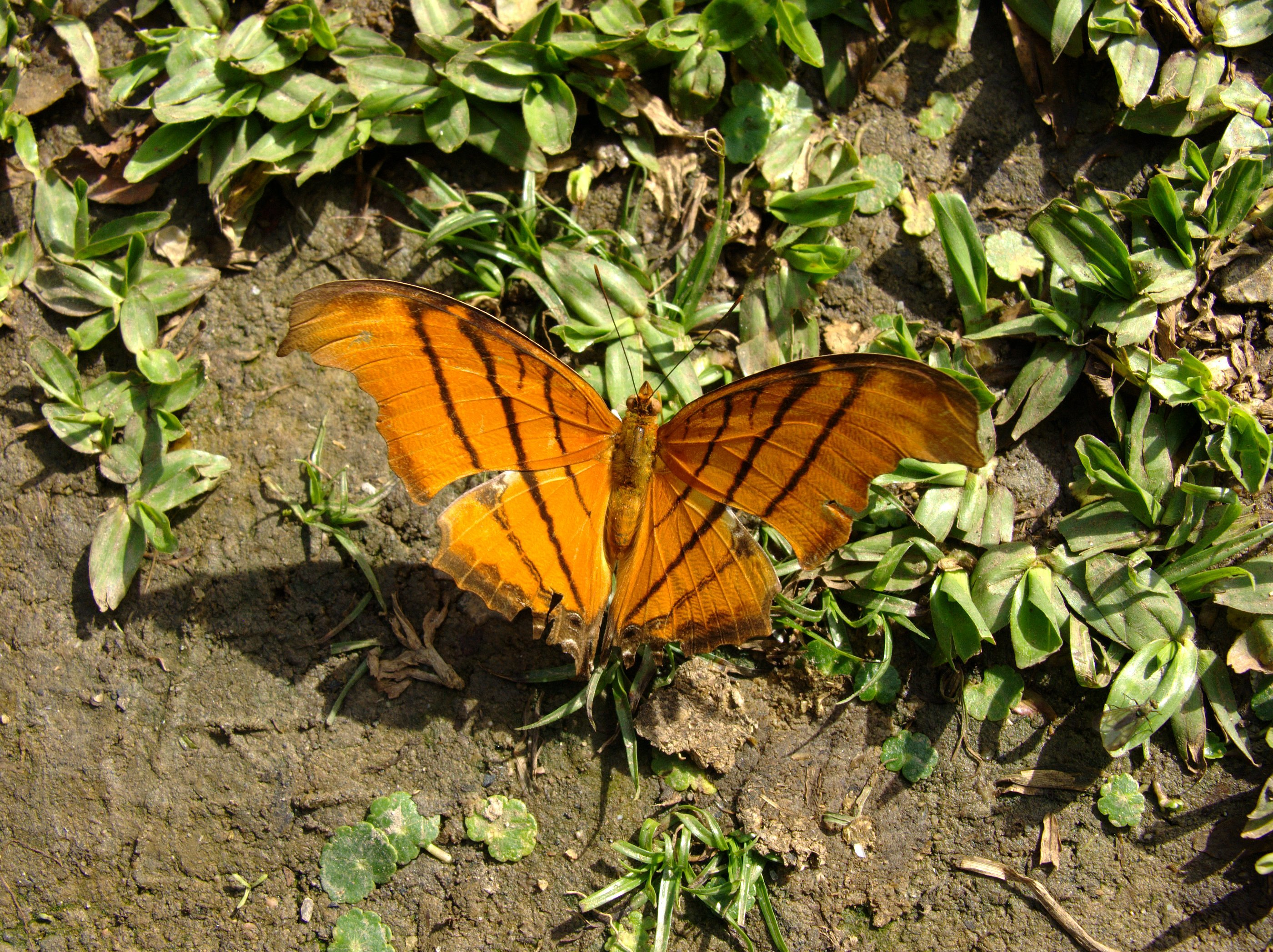
Marpesia petreus (Cyrestinae)

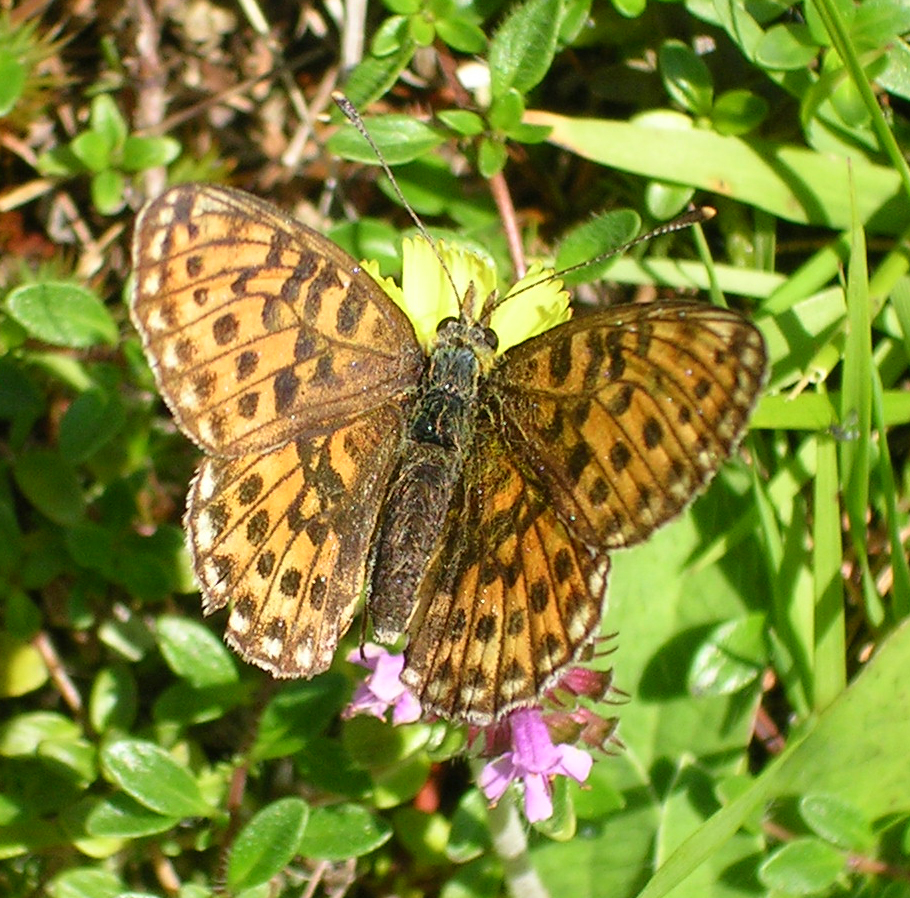
Zilvervlek (Boloria euphrosyne; Heliconiinae)

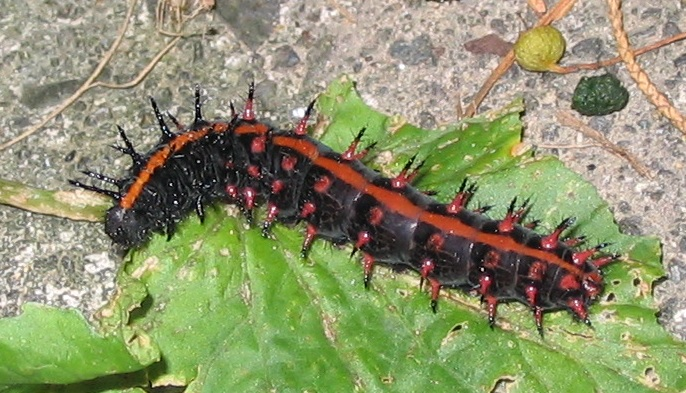
rups van Argyreus hyperbius (Heliconiinae)

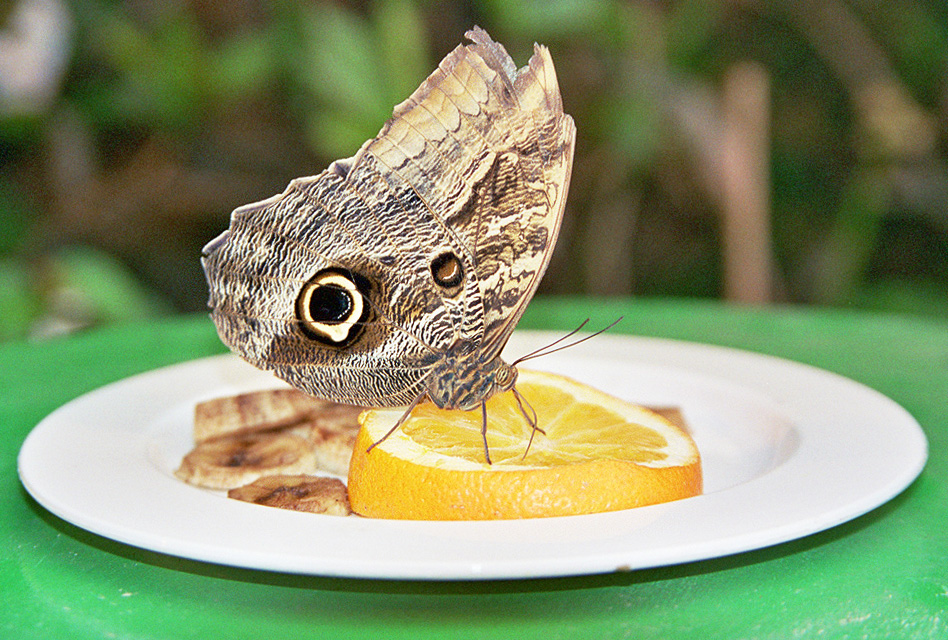
Caligo eurilochus (Satyrinae)

- Onderfamilie Apaturinae Boisduval, 1840
  - voor geslachten, zie de onderfamilie
- Onderfamilie Biblidinae Boisduval, 1833
  - voor geslachten, zie de onderfamilie
- Onderfamilie Calinaginae Moore, 1895
  - Calinaga Moore, 1857
- Onderfamilie Charaxinae Guenée, 1865
  - voor geslachten, zie de onderfamilie
- Onderfamilie Cyrestinae Guenée, 1865
  - Cyrestini Guenée, 1865
    - Cyrestis Boisduval, 1832
      - = Apsithra Moore, 1899
      - = Sykophages Martin, 1903

    - Azania Martin, 1903
    - Chersonesia Distant, 1883
    - Marpesia Hübner, 1818
      - = Athena Hübner, 1819
      - = Euglyphus Billberg, 1820
      - = Marius Swainson, 1830
      - = Petreus Swainson, 1833
      - = Megalura Blanchard, 1840
      - = Tymetes Doyére, 1840
      - = Timetes Doubleday, 1845
      - = Timetes Boisduval, 1870
      - = Eumargareta Grote, 1898

  - Pseudergolini Jordan, 1898
    - Pseudergolis Felder & Felder, 1867
    - Amnosia Doubleday, 1849
      - = Leptoptera Scudder, 1875

    - Dichorragia Butler, 1869
    - Stibochiona Butler, 1869
- Onderfamilie Danainae Boisduval, 1833
  - voor geslachten, zie de onderfamilie
- Onderfamilie Heliconiinae Swainson, 1822 - Passiebloemvlinders en parelmoervlinders
  - voor geslachten, zie de onderfamilie
- Onderfamilie Libytheinae Boisduval, 1833
  - Libythea Fabricius, 1807
    - = Hecaerge Ochsenheimer, 1816
    - = Chilea Billberg, 1820
    - = Hypatus Hübner, 1822
    - = Dichora Scudder, 1889

  - Libytheana Michener, 1943
- Onderfamilie Limenitidinae Behr, 1864
  - voor geslachten, zie de onderfamilie
- Onderfamilie Nymphalinae - Schoenlappers en aurelia's
  - voor geslachten, zie de onderfamilie
- Onderfamilie Satyrinae Boisduval, 1833 - Zandoogjes en erebias
  - voor geslachten, zie de onderfamilie
- incertae sedis
  - Prodryas Scudder, 1878
  - Prolibythea Scudder, 1889
  - Protapatura Shirozu & Saigusa, 1971
  - Thanatites Scudder, 1875

## In Nederland waargenomen soorten
- Genus: Aglais
  - Aglais io - (Dagpauwoog)
  - Aglais urticae - (Kleine vos)
- Genus: Apatura
  - Apatura ilia - (Kleine weerschijnvlinder)
  - Apatura iris - (Grote weerschijnvlinder)
- Genus: Aphantopus
  - Aphantopus hyperantus - (Koevinkje)
- Genus: Araschnia
  - Araschnia levana - (Landkaartje)
- Genus: Arethusana
  - Arethusana arethusa - (Oranje steppevlinder)
- Genus: Argynnis
  - Argynnis paphia - (Keizersmantel)
  - Argynnis adippe - (Bosrandparelmoervlinder)
  - Argynnis niobe - (Duinparelmoervlinder)
  - Argynnis aglaja - (Grote parelmoervlinder)
- Genus: Boloria
  - Boloria aquilonaris - (Veenbesparelmoervlinder)
  - Boloria dia - (Paarse parelmoervlinder)
  - Boloria euphrosyne - (Zilvervlek)
  - Boloria selene - (Zilveren maan)
- Genus: Brenthis
  - Brenthis daphne - (Braamparelmoervlinder)
  - Brenthis ino - (Purperstreepparelmoervlinder)
- Genus: Caligo
  - Caligo atreus
- Genus: Coenonympha
  - Coenonympha arcania - (Tweekleurig hooibeestje)
  - Coenonympha hero - (Zilverstreephooibeestje)
  - Coenonympha pamphilus - (Hooibeestje)
  - Coenonympha tullia - (Veenhooibeestje)
- Genus: Danaus
  - Danaus chrysippus - (Kleine monarchvlinder)
  - Danaus plexippus - (Monarchvlinder)
- Genus: Dryas
  - Dryas iulia - (Oranje passiebloemvlinder)
- Genus: Erebia
  - Erebia aethiops - (Zomererebia)
  - Erebia ligea - (Boserebia)
  - Erebia medusa - (Voorjaarserebia)
- Genus: Euphydryas
  - Euphydryas aurinia - (Moerasparelmoervlinder)
- Genus: Heliconius
  - Heliconius charithonia - (Zebravlinder)
  - Heliconius erato
- Genus: Hipparchia
  - Hipparchia fagi - (Grote boswachter)
  - Hipparchia semele - (Heivlinder)
  - Hipparchia statilinus - (Kleine heivlinder)
- Genus: Hypolimnas
  - Hypolimnas bolina
- Genus: Issoria
  - Issoria lathonia - (Kleine parelmoervlinder)
- Genus: Lasiommata
  - Lasiommata maera - (Rotsvlinder)
  - Lasiommata megera - (Argusvlinder)
- Genus: Limenitis
  - Limenitis camilla - (Kleine ijsvogelvlinder)
  - Limenitis populi - (Grote ijsvogelvlinder)
  - Limenitis reducta - (Blauwe ijsvogelvlinder)
- Genus: Lopinga
  - Lopinga achine - (Boszandoog)
- Genus: Maniola
  - Maniola jurtina - (Bruin zandoogje)
- Genus: Melanargia
  - Melanargia galathea - (Dambordje)
- Genus: Melitaea
  - Melitaea athalia - (Bosparelmoervlinder)
  - Melitaea aurelia - (Steppeparelmoervlinder)
  - Melitaea cinxia - (Veldparelmoervlinder)
  - Melitaea diamina - (Woudparelmoervlinder)
  - Melitaea didyma - (Tweekleurige parelmoervlinder)
  - Melitaea parthenoides - (Westelijke parelmoervlinder)
- Genus: Morpho
  - Morpho menelaus
- Genus: Neptis
  - Neptis rivularis - (Spireazwever)
- Genus: Nymphalis
  - Nymphalis antiopa - (Rouwmantel)
  - Nymphalis polychloros - (Grote vos)
  - Nymphalis xanthomelas - (Oostelijke vos)
- Genus: Pararge
  - Pararge aegeria - (Bont zandoogje)
- Genus: Parthenos
  - Parthenos sylvia
- Genus: Polygonia
  - Polygonia c-album - (Gehakkelde aurelia)
- Genus: Pyronia
  - Pyronia tithonus - (Oranje zandoogje)
- Genus: Vanessa
  - Vanessa atalanta - (Atalanta)
  - Vanessa cardui - (Distelvlinder)
  - Vanessa virginiensis - (Amerikaanse distelvlinder)
  - Vanessa vulcania - (Canarische atalanta)